# 온풍기

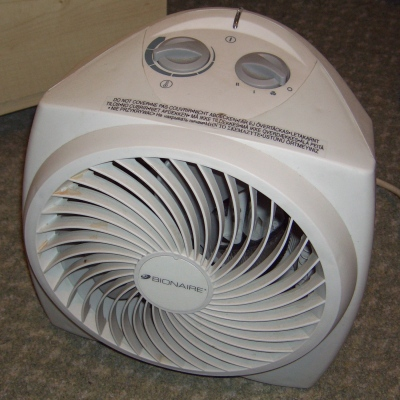
휴대용 온풍기

온풍기(溫風機) 또는 팬 히터(fan heater)는 차갑고 시원한 바람을 내보내는 냉풍기나 에어컨과 달리 따뜻한 바람을 내보내는 장치이다.
주로 날씨가 추운 겨울에 사용된다.

## 같이 보기
- 온도
- 바람